# UFC Fight Night: Йоанна vs. Уотерсон
UFC Fight Night: Joanna vs. Waterson, также известный как UFC Fight Night 161 или UFC on ESPN+ 19 — турнир по смешанным единоборствам, проведённый организацией Ultimate Fighting Championship 12 октября 2019 года на спортивной арене "Amalie Arena" в городе Тампа, штат Флорида, США.

## Подготовка турнира
Хотя это не было официально объявлено организацией, мероприятие изначально было связано с недавно построенным "Chase Center" в Сан-Франциско, штат Калифорния, что ознаменовало бы первый визит промоушена в этот город. Это также была бы первая поездка в Залив после UFC 117 в 2010 году. Однако, планы на дебют в Сан-Франциско провалились, и промоушен подтвердил, что мероприятие вместо этого состоится в Тампе, Флорида. Событие ознаменовало третий визит промоушена в Тампу и второй визит на "Амали Арену" после UFC on Fox: Тейшейра vs. Эванс в апреле 2016 года.
В качестве заглавного события турнира был запланирован бой в женском минимальном весе между бывшей чемпионкой UFC в минимальном весе Йоанной Енджейчик (#5 в рейтинге) и бывшей чемпионкой Invicta FC в атомном весе Мишель Уотерсон (#7 рейтинга).

#### Изменения карда турнира
Бой в среднем весе между победителем The Ultimate Fighter 23 в полутяжелом весе Эндрю Санчесом и Марвином Веттори изначально был запланирован на 14 сентября на турнире UFC Fight Night: Ковбой vs. Гейджи. Однако бой был отменен после того, как Санчес был снят в течение недели, предшествующей событию, из-за глазной инфекции. В свою очередь, пара была оставлена нетронутой и перенесена на это мероприятие.
Дебютант Брок Уивер должен был встретиться на этом турнире с Томасом Гиффордом в легком весе. Однако Уивер отказался от боя 6 октября по нераскрытым причинам. Его заменил Майк Дэвис.

## Результаты турнира
| Бой п/п | Весовая категория     | Участники и результат боя   | Участники и результат боя | Участники и результат боя | Участники и результат боя | Участники и результат боя | Способ победы                                  | Раунд | Время | Прим.              |
|         |                       | Главный кард (ESPN+)        |                           |                           |                           |                           |                                                |       |       |                    |
| Бой 14  | Жен. минимальный вес  | Йоанна Енджейчик            | #5                        | поб.                      | Мишель Уотерсон           | #7                        | Единогласное решение (50–45, 50–45, 49–46)     | 5     | 5:00  |                    |
| Бой 13  | Полулёгкий вес        | Каб Свонсон                 |                           | поб.                      | Крон Грейси               |                           | Единогласное решение (30–27, 30–27, 30–27)     | 3     | 5:00  | Лучший бой вечера  |
| Бой 12  | Полусредний вес       | Нико Прайс                  |                           | поб.                      | Джеймс Вик                |                           | Нокаут (удар ногой в голову из положения лёжа) | 1     | 1:44  | Выступление вечера |
| Бой 11  | Жен. минимальный вес  | Аманда Рибас                |                           | поб.                      | Маккензи Дерн             |                           | Единогласное решение (30–27, 30–27, 30–27)     | 3     | 5:00  |                    |
| Бой 10  | Лёгкий вес            | Мэтт Фревола                |                           | поб.                      | Луис Пенья                |                           | Раздельное решение (28–29, 29–28, 29–28)       | 3     | 5:00  |                    |
| Бой 9   | Средний вес           | Эрик Андерс                 |                           | поб.                      | Джеральд Миршарт          |                           | Раздельное решение (28–29, 29–28, 29–28)       | 3     | 5:00  |                    |
|         |                       | Предварительные бои (ESPN+) |                           |                           |                           |                           |                                                |       |       |                    |
| Бой 8   | Полутяжёлый вес       | Райан Спэнн                 |                           | поб.                      | Девин Кларк               |                           | Сдача, удушающий приём (гильотина)             | 2     | 2:01  |                    |
| Бой 7   | Лёгкий вес            | Майк Дэвис                  |                           | поб.                      | Томас Гиффорд             |                           | Нокаут (удар рукой)                            | 3     | 4:45  |                    |
| Бой 6   | Полусредний вес       | Алекс Мороно                |                           | поб.                      | Макс Гриффин              |                           | Единогласное решение (29–28, 29–27, 29–28)     | 3     | 5:00  |                    |
| Бой 5   | Наилегчайший вес      | Дейвисон Фигейреду          | #3                        | поб.                      | Тим Эллиотт               | #6                        | Сдача, удушающий приём (гильотина)             | 1     | 3:08  |                    |
| Бой 4   | Легчайший вес         | Марлон Вера                 |                           | поб.                      | Андре Юэлл                |                           | Технический нокаут (удары локтями и руками)    | 3     | 3:17  | Выступление вечера |
| Бой 3   | Полусредний вес       | Мигель Баеза                | д                         | поб.                      | Эктор Алдана              |                           | Технический нокаут (удары ногами и локтями)    | 2     | 2:32  |                    |
| Бой 2   | Средний вес           | Марвин Веттори              |                           | поб.                      | Эндрю Санчес              |                           | Единогласное решение (30–27, 30–27, 30–27)     | 3     | 5:00  |                    |
| Бой 1   | Жен. наилегчайший вес | Джей Джей Олдрич            |                           | поб.                      | Лорен Мюллер              |                           | Единогласное решение (30–27, 29–28, 29–28)     | 3     | 5:00  |                    |

## Награды
Следующие бойцы были удостоены денежного бонуса в $50,000:
- Лучший бой вечера: Каб Свонсон vs. Крон Грейси
- Выступление вечера: Нико Прайс и Марлон Вера